# جنبش شاهزاده فیلیپ

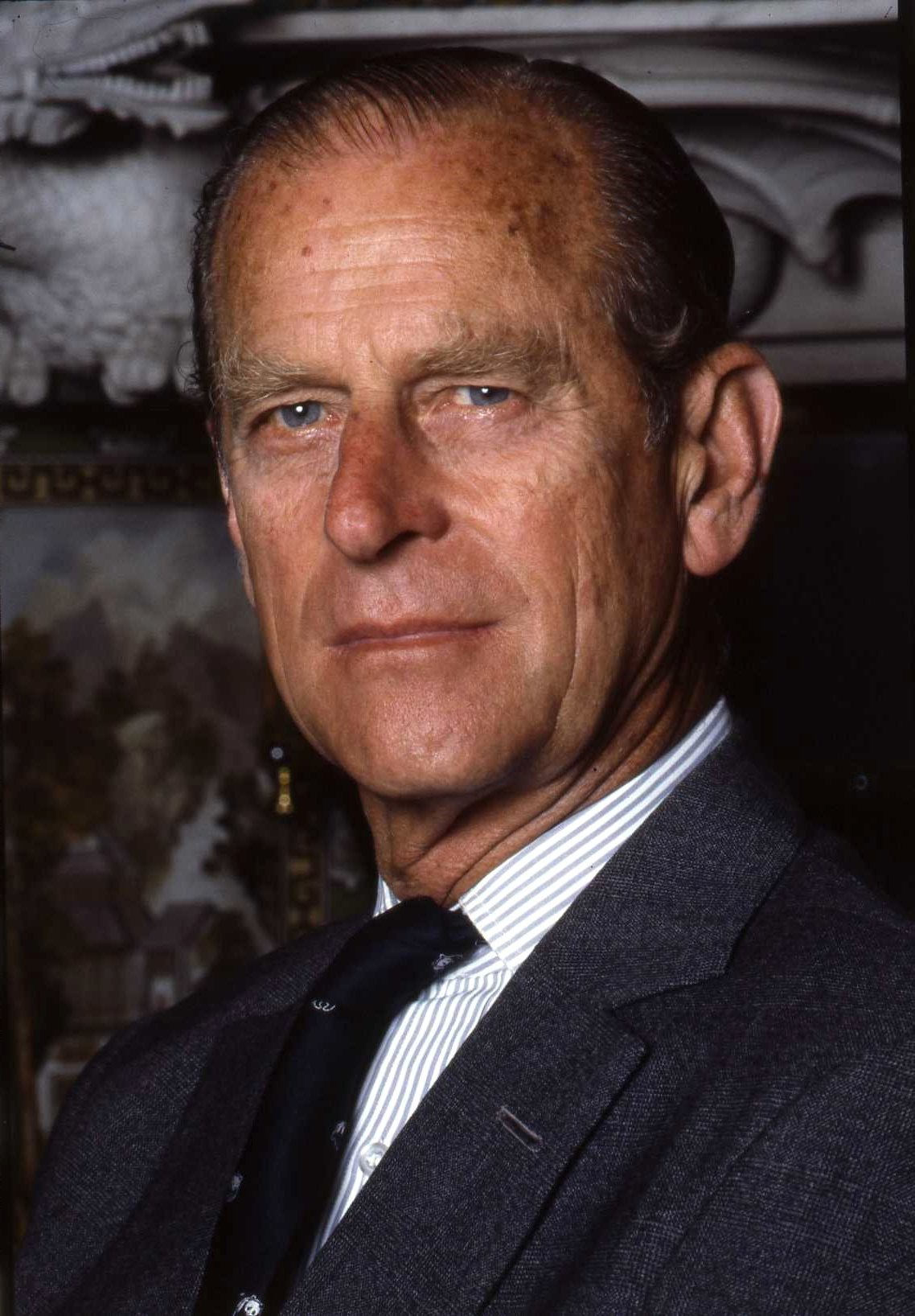
شاهزاده فیلیپ در ۱۹۹۲

جنبش شاهزاده فیلیپ (انگلیسی: Prince Philip Movement) فرقه‌ای مذهبی است که مردم کاستم در دهکدهٔ یائونانن در جزیرهٔ تانا در جنوب وانواتو از آن پیروی می‌کنند. این فرقه نوعی بارپرستی در قبیلهٔ یائونانن است.
بنا به افسانه‌های باستانی فرزند یک روح کوهستانی از فراز دریاها به سرزمینی دوردست سفر کرد. آنجا او با زنی قدرتمند ازدواج کرد و زمانی به سوی آنان باز خواهد گشت.

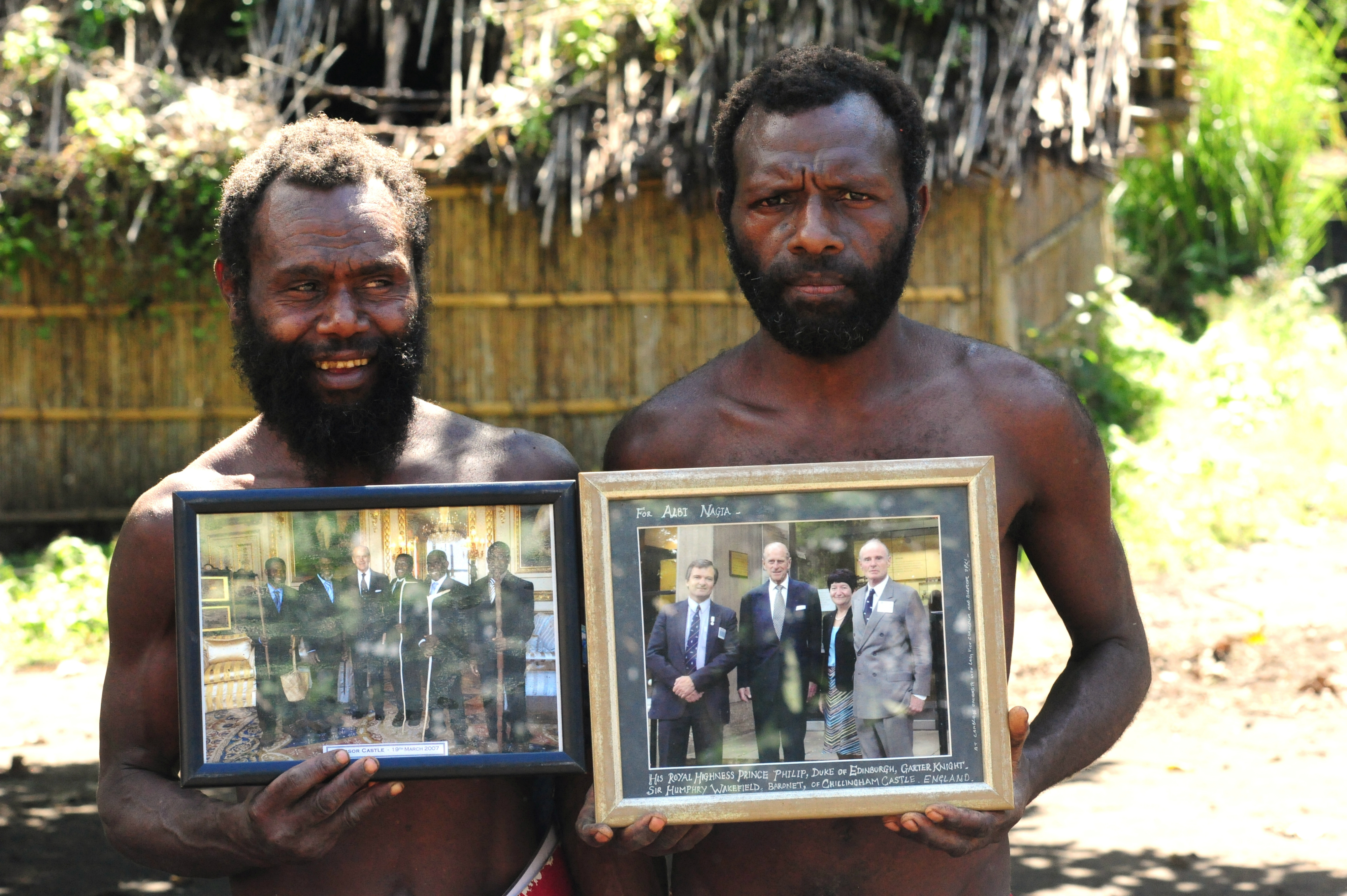
مردانی از قبایل یائونانن تصاویر شاهزاده فیلیپ را در دست دارند. در سال ۲۰۰۷.

مردم این قبیله معتقد به الوهیت شاهزاده فیلیپ، دوک ادینبرا، همسر ملکه الیزابت دوم هستند. آنها با مشاهدهٔ احترام مقامات این مستعمرهٔ سابق به ملکه الیزابت نتیجه گرفتند که همسرش شاهزاده فیلیپ همان پسری است که در افسانه هایشان بدان اشاره شده است.